# Slovanský dům
Slovanský dům je název pražského společenského, kulturního a obchodního centra, které bylo vybudováno na konci 20. století v ulici Na příkopě, jedné z významných ulic ve středu hlavního města. Jádrem tohoto centra je budova klasicistního paláce, který býval označován jako Vernierovský palác (také palác Příchovských nebo Tuskanyho palác). Název Slovanský dům je z roku 1945, do té doby šlo o Německý dům. Palác je od roku 1964 kulturní památkou.
Majitelem Slovanského domu je Hlavní město Praha, které jej v roce 1997 pronajalo na 77 let společnosti Pražské komunikační a společenské centrum, v.o.s.

## Areál centra
Kromě hlavní budovy, která sousedí s budovou České národní banky a budovou bývalé Zemské banky a svým průčelím patří k dominantám ulice Na Příkopě, patří k areálu také nový objekt multikina a objekty obklopující bývalý nádvorní prostor paláce. Areálem je možné projít z ulice Na Příkopě až k Senovážnému náměstí. Areál nabízí kromě multikina také kanceláře, obchody, restaurace a kavárny.

## Hlavní budova
Hlavní budova nynějšího areálu byla původně barokní palác nazývaný Vernierovský, vystavěný kolem roku 1697 pro Jana Bartoloměje Verniera z Rougemontu; v té době vznikla i francouzská zahrada v nádvorním prostoru paláce (je zachycena na mědirytu Kašpara Wussina z roku 1700). Potom byl palác majetkem hrabat Vršovců (původně Sekerkové ze Sedčic) a Příchovských, a o sto let později (1797) proběhla klasicistní přestavba paláce, kterou pro dalšího majitele Jana V. Tuskanyho provedl František Heger. Přitom byla zachována raně barokní dispozice paláce včetně dvou portálů, ale obě krajní křídla byla zvýšena. Podle zápisné knihy pražských stavitelů se na této přestavbě podílel také Ignác Alois Palliardi.
V dalších letech se využití paláce postupně měnilo, v roce 1825 tu začaly v přízemí vznikat obchody a sklady, palácové komnaty v patrech se změnily na byty a v souvislosti s tím docházelo i ke stavebním úpravám.
Roku 1833 koupil dům realitní spekulant Josef Likawetz, který přistavěné objekty upravil na bytové jednotky. O čtyři roky později prodal objekt textilnímu podnikateli Leopoldovi Dormitzerovi a ten zde zřídil velké obchodní a výrobní středisko se sklady, prodejnami, dílnami a ubytovnami. Podnik sice prosperoval, ale všude v okolí později vyrůstali hotely, kavárny i banky, a tak se dědička Babetta Dormitzerová rozhodla v roce 1873 prodat objekt německému spolku.
Německý dům, jak se palác začal nazývat, tak mezi roky 1875 až 1945 areál začali využívali ke svým společenským a politickým akcím zejména německy hovořící Pražané a celý objekt, kde byly restaurace, herny, kasino či kulečník, byl znám jako tzv. Deutsches Kasino. Interiér paláce v letech 1933–1934 zmodernizoval Fritz Lehman. V budově sídlil také spolek „Concordia Verein deutscher Schriftsteller und Künstler in Böhmen / Concordia spolek německých spisovatelů a umělců v Čechách“.
Po druhé světové válce se stal areál majetkem československého státu, byl přejmenován na Slovanský dům a dále využíván pro společenské a kulturní účely; např. v sedmdesátých letech 20. století tu byla známá vinárna zvaná "Svíčkárna".
V jedné z nádvorních budov sídlilo od roku 1950 Ústřední loutkové divadlo, později přejmenované na divadlo Minor, které během přestavby na konci 20. století muselo objekt vyklidit a přestěhovalo se do bývalého kina Skaut v pražské Vodičkově ulici. Přestavba objektu, kterou v roce 2000 dokončila firma Subterra, trvala přibližně jeden rok a vyžádala si náklady ve výši více než jedné miliardy (v cenách v době rekonstrukce). Investorem celé akce byla jedna ze společností vlastněných podnikatelem Sebastianem Pawlowskim.

## Kino
Součástí objektu je také multikino s deseti kinosály s celkovou kapacitou 1860 míst, které vlastnila společnost Ster Century z Jihoafrické republiky. V roce 2002 jej ovšem získaly americké společnosti Paramount Pictures a Universal Studios. Otevírala jej 6. prosince 2000 premiéra filmu Františka Antonína Brabce Kytice. Dne 12. srpna 2003 uváděl v kině mezinárodní premiéru filmu Liga výjimečných herec Sean Connery. Další premiérou byl 7. března 2007 film Jana Svěráka nazvaný Vratné lahve.